# Parc national du Burren
Pour un article plus général, voir Burren.
Le parc national du Burren (en irlandais : Páirc Naisiúnta Bhoirne) est un parc national situé dans la région du Burren en Irlande.

## Toponymie
Le mot Burren vient de l'irlandais Boíreann qui signifie « pays pierreux ».

## Géographie

### Localisation
Le parc national du Burren se situe dans la partie sud-est du plateau du Burren, au nord du comté de Clare dans la province de Munster. L'accès au parc se fait depuis le village de Corofin.
Le parc occupe  1 500 hectares (15 km2), ce qui en fait le plus petit des sept parcs nationaux d'Irlande.

### Géologie
Le Burren est un plateau karstique formé au Carbonifère (plus précisément pendant le Viséen), il y a environ 350 millions d'années, constitué de couches calcaires qui atteignent à certains endroits une profondeur de 780 m. Le calcaire du Burren est composé de sédiments et de restes squelettiques provenant d'organismes marins peuplant la mer chaude qui s'étendait sur la région au Carbonifère.
Le parc national, contrairement au reste du Burren où les couches de calcaire sont plutôt plates, a été soumis à des perturbations tectoniques majeures d'où un pli substantiel à Mullaghmór.

## Milieu naturel
La légende veut que Edmond Ludlow, officier d'Oliver Cromwell durant la conquête de l'Irlande en 1651, décrivit à celui-ci la région dans ces termes :

« C'est un pays où il n'y a pas assez d'eau pour noyer un homme, pas assez d'arbres pour le pendre, pas assez de terre pour l'enterrer (...) et pourtant leur bétail est bien gras, car l'herbe, qui pousse sur des mottes de terre de quelques pieds carrés, entre les cailloux de calcaire, est bien douce et fort nourrissante »

### Rôle de l'homme
L'écosystème du Burren a été partiellement créé par l'homme, mais aussi maintenu par les méthodes d'exploitation et de gestion traditionnelles toujours en usage.
Traditionnellement, les bovins et les ovins étaient le bétail majoritaire, mais on voyait aussi des porcs, des volailles et des chèvres. Peu de fermes ont encore de chèvres aujourd'hui mais les descendants des chèvres domestiques ont formé des troupeaux de chèvres sauvages.

## Gestion et protection
Le parc national est créé en 1991. Il est géré par le National Parks and Wildlife Service. L'ensemble des terres sont détenues par l'État.

## Tourisme
Il existe sept sentiers de randonnées au sein du parc. Des visites guidées sont également disponibles.